# Makat
Makat (kaz.: Мақат; ros.: Макат) – osiedle typu miejskiego w zachodnim Kazachstanie, w obwodzie atyrauskim, siedziba administracyjna rejonu Makat. W 2009 roku liczyło ok. 14 tys. mieszkańców. Ośrodek wydobycia ropy naftowej.